# Drago Ožbolt
Dragutin Drago Ožbolt, slovenski general, * 26. junij 1931, Belica, Osilnica, † 14. maj 1994, Ljubljana.
Od pomladi 1942 do kapitulacije Italije leta 1943 je bil interniran v koncentracijskih taboriščih na  Rabu in v Gonarsu. Leta 1948 je končal vojaško gimnazijo v Zagrebu in leta 1952 Pehotno vojaško učilišče JLA v Sarajevu. Po končanem šolanju je bil med drugim poveljnik bataljona in polka, načelnik divizijskega štaba v Postojni in od leta 1983 do 1988 načelnik PŠTO Kosovo, nato pa je bil premeščen v Slovenijo, kjer je bil do leta 1990 načelnik RŠTO SRS. Od leta 1972 do 1975 je bil v vojaški diplomatski službi v NDR. V Beogradu je leta 1966 končal Višjo vojaško akademijo Kopenske vojske JLA in 1971 Šolo ljudske obrambe. Leta 1977 je diplomiral na ljubljanski Pravni fakulteti.
15. maja 1990 je na ukaz poveljnika RŠTO SRS Ivana Hočevarja podpisal ukaz o razorožitvi TO SRS oz. o prenosu orožja v skladišča pod nadzorom JLA. Upokojen je bil maja 1991 potem, ko je doživel infarkt in so mu diagnosticirali raka.